# Lubsko
Lubsko (germană Sommerfeld) este un oraș în Polonia.